# Lystrosaurus
Lystrosaurus foi um terapsídeo do período Permiano recente e Triássico Inferior, que viveu há aproximadamente 250 milhões de anos no que é agora a Antárctica, a Índia e a África do Sul. Ele foi um sinapsídeo comum, um grupo de animais ancestrais dos mamíferos. Mais especificamente ele foi um dicinodonte (que significa "ter dois dentes caninos"). Os Lystrosaurus foram corpulentos de peito largo de tamanho médio (aproximadamente um metro de comprimento) e herbívoros, aproximadamente do tamanho de um porco, com membros muito fortes. Os seus dentes foram reduzidos a duas presas longas que sobressaem das suas maxilas superiores. Originalmente pensava-se que fossem de hábitos anfíbios, como um pequeno hipopótamo reptiliano, mas algumas evidências mais recentes indicam que eles viveram em ambientes áridos, que eram cada vez mais comuns durante o Triássico.

## Descrição

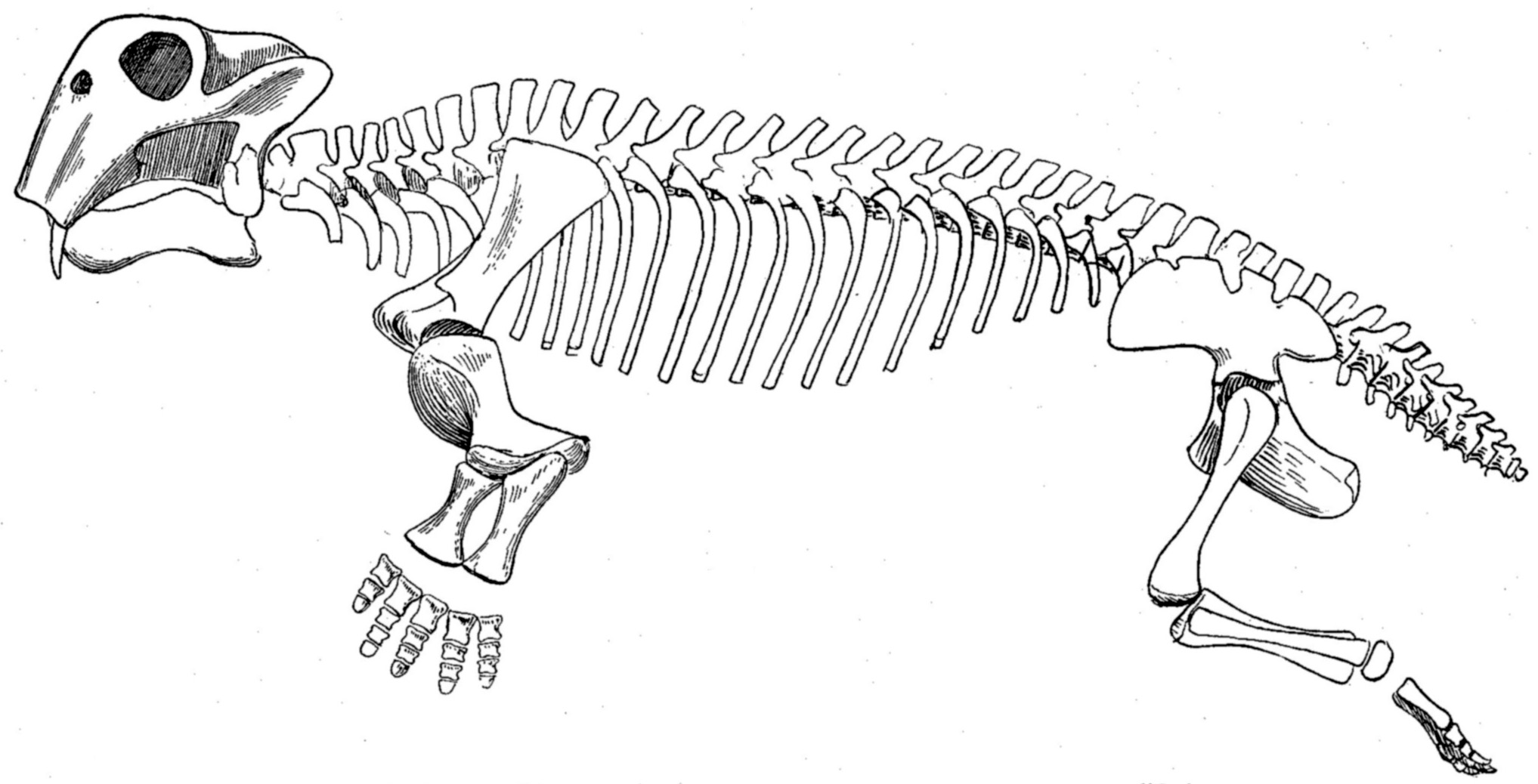
Esqueleto de um Lystrosaurus.

O Lystrosaurus foi um terapsídeo classificado como dicinodonte, media aproximadamente 1 metro de comprimento e pesava aproximadamente 200 quilos. Diferentemente de outro terápsidas, esse dicinodonte teve focinho muito curto e nenhum dente exceto os caninos superiores parecidos com presas. Os dicinodontes tinham bicos córneos como aqueles das tartarugas marítimas, para tosquiar partes da vegetação, tinham um palato secundário córneo. O movimento de mastigação era feito de frente para trás, em vez de lateral ou de cima para baixo. Os músculos de maxila eram atados excepcionalmente distantes para a frente do crânio e tomaram muito espaço em cima e atrás do crânio. Como isso os olhos foram estabelecidos no altos da cabeça, a cara era curta.
As características do esqueleto indicam que Lystrosaurus se movia em uma posição semi-ereta:
- A extremidade traseira mais baixa da escápula (omoplata) foi fortemente ossificada, que sugere que o movimento da escápula contribuísse para o comprimento de um passo largo e reduzisse a flexão lateral do corpo ao caminhar.
- 5 vértebras sacras eram maciças mas não fundidas um a outro na pélvis, tornando a traseira mais rígida e reduzindo a flexão lateral enquanto o animal andava. Se supõe que os terapsídeos com menos de 5 vértebras sacras tinham membros não eretos, como os dos lagartos modernos. Em dinossauros e mamíferos, que têm membros eretos, as vértebras sacras são fundidas um ao outro à pélvis.

## Distribuição

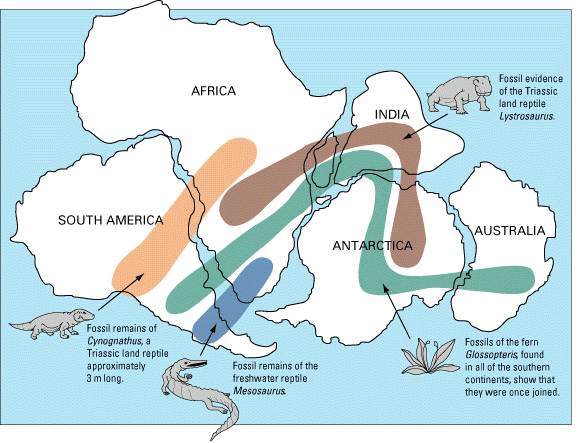
distribuição geográfica do Lystrosaurus e fósseis contemporâneos.

Muitos fósseis de Lystrosaurus datados do fim do Permiano e Triássico Inferior foram encontrados, mais abundantemente na África mas também inclusive alguns na Índia, na China e Antárctica (que não se posicionava no Pólo Sul nessa época) e alguns na Mongólia e na parte européia da Rússia.

## Espécies
- Lystrossaurus murrayi (Huxley, 1859) (tipo)
- Lystrossaurus declivus (Owen, 1860)
- Lystrossaurus curvatus (Owen, 1876)
- Lystrossaurus maccaigi (Seeley, 1898)
- Lystrossaurus georgi (Kalandadze, 1975)
- Lystrosaurus amphibius
- Lystrosaurus bothai
- Lystrosaurus breyeri
- Lystrosaurus broomi
- Lystrosaurus hedini
- Lystrosaurus jeppei
- Lystrosaurus jorisseni
- Lystrosaurus latifrons
- Lystrosaurus primitivus
- Lystrosaurus putterilli
- Lystrosaurus rajurkari
- Lystrosaurus robustus
- Lystrosaurus rubidgei
- Lystrosaurus theileri
- Lystrosaurus wageri
- Lystrosaurus wagneri
- Lystrosaurus weidenreichi
- Lystrosaurus youngi

## Dominância no Triássico Inferior
O Lystrosaurus foi o animal mais abundante que já existiu. Pelo menos uma espécie (não identificada) deste gênero sobreviveu à extinção em massa do Permiano e, a ausência de predadores e outros concorrentes herbívoros, continuou facilitando-o a irradiar-se em um número de espécies dentro do gênero, formando o grupo mais comum de vertebrados terrestres durante o começo do Triássico; durante algum tempo 95% dos vertebrados terrestre foram os Lystrosaurus. Ele foi em um único tempo a única espécie ou o gênero de animal que prosperou na Terra em tal grau. Nenhuma outra espécie fez isto de novo. Alguns outros gêneros terápsidas do Permiano também sobreviveram à extinção em massa e aparecem em fósseis de rochas do Triássico (os therocephalia Tetracynodon, Moschorhinus e Ictidosuchoides) mas não parecem ter sido abundantes no Triássico.
Várias tentativas foram feitas para explicar por que o Lystrosaurus sobreviveu ao evento da extinção Permiano-Triássico e por que ele dominou o Triássico Inferior.

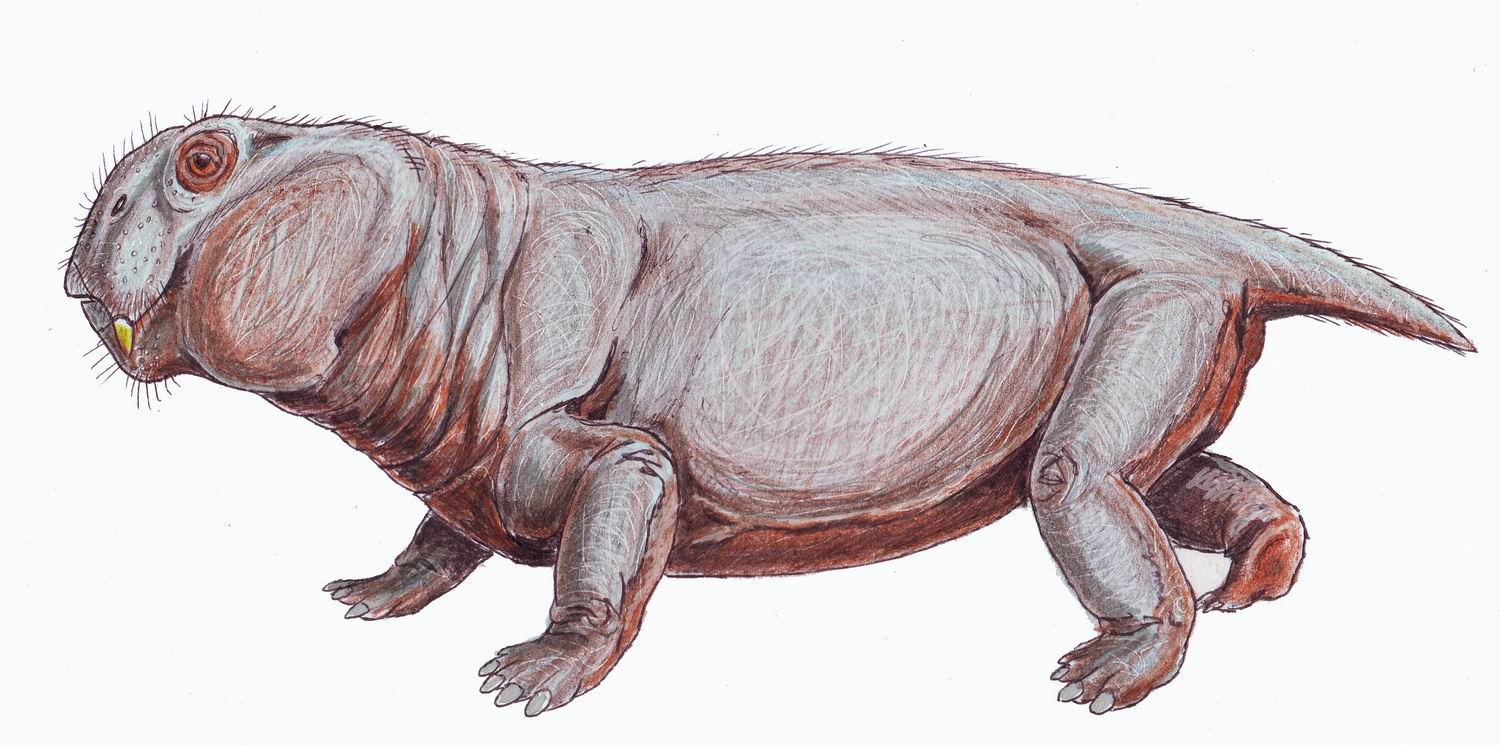
Lystrosaurus murrayi

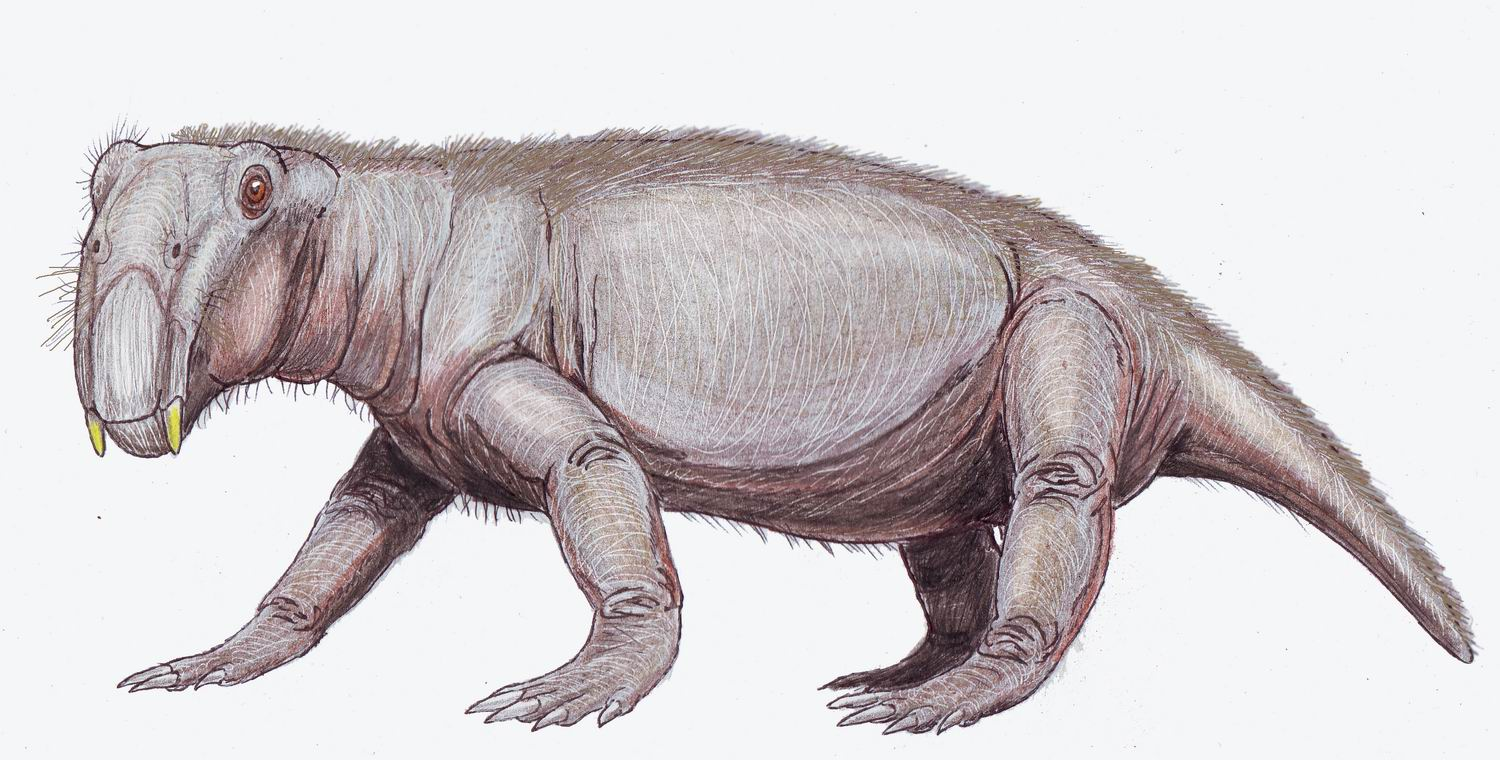
Lystrosaurus georgi

## Placas Tectônicas
A descoberta de fósseis de Lystrosaurus nas Montanhas da Antártida por Edwin H. Colbert e a sua equipe em 1969-70 tem ajudado a confirmar a teoria da tectônica de placas e convence os últimos que duvidavam, já que fósseis do Lystrosaurus já tinham sido encontrados na África do Sul bem como na Índia e China